# ديفيد هيرمان
ديفيد هيرمان (بالإنجليزية: David Herman)‏ هو دراج أمريكي، ولد في 9 مايو 1988 في دنفر في الولايات المتحدة.

## وصلات خارجية
- ديفيد هيرمان على موقع نتائج كأس العالم لسباقات دراجات (بي.أم.إكس) (الإنجليزية)
- ديفيد هيرمان على موقع اللجنة الأولمبية الدولية (الإنجليزية)
- ديفيد هيرمان على موقع أوليمبيديا (الإنجليزية)
- ديفيد هيرمان على موقع اللجنة الأولمبية والبارالمبية الأمريكية (الإنجليزية)